# Тужикова, Татьяна Александровна
Татья́на Алекса́ндровна Ту́жикова (Денисевич) (6 июля 1971 года, Воронеж) — советская гимнастка, победитель и призёр чемпионатов РСФСР, участник женской сборной СССР 1987 года по спортивной гимнастике, серебряный призёр чемпионата мира 1987 года в командном зачете. Мастер спорта СССР международного класса (1988)

## Спортивные достижения
XXX Кубок СССР по многоборью, 1985 г. - 9 место (74,25)
XXXI Кубок СССР по многоборью, 1986 г. - 4 место (76,037)
XXXII Кубок СССР по многоборью, 1987 г. - 5 место (77,700)
XXXIII Кубок СССР по многоборью, 1988 г. - 9 место (76,725)
1988 World Sports Fair.
Одной из первых в мире включила в свою программу двойное сальто назад прогнувшись с поворотом на 360 в первом сальто

## Тренеры
Александрова, Римма Алексеевна
Пенкин, Николай Николаевич

## Биография
1992 - закончила Воронежский государственный институт физической культуры
1996 - 1999 - тренерская работа в Нидерландах и ЮАР
1992 - 1996, с 2005 по настоящее время - тренер-преподаватель ГБУ ВО СШОР по спортивной гимнастике им. Ю.Э. Штукмана (Воронеж)
Замужем, двое детей.